# Dodou Touray
Dodou „Saine“ Touray (* 20. Jahrhundert; † vor Mai 2004) war ein gambischer Fußballspieler in der Position Mittelfeld.
Er begann seine Karriere bei den White Phantoms und gehörte 1983 bis 1985 der Gambischen Fußballnationalmannschaft an. Er stand 1985 im Kader zusammen mit Baboucarr Saho, Garba Touray, Baboucarr „Laos“ Sowe, Amadou Adams, Sheikh Ndure, Pa Ousman Ndow und die Reservespieler waren Momodou Musa, Peter „Pele Njago“ Gomez, Aziz Corr und Pochi (oder: Porche) Sarr als sie in der Zone II, die Kap Verde mit 2:1 besiegte.
Posthum wurde er auf der 8. Verleihung der Gambia National Olympic Committee (GNOC) am 15. Mai 2004 für seine Verdienste ausgezeichnet.